# Gomido Football Club
El Gomido Football Club és un club togolès de futbol de la ciutat de Kpalimé. Juga els seus partits a l'Estadi Municipal de Kpalimé.

## Palmarès
- Copa togolesa de futbol:[2]
  - 2017-18

- Copa de la Independència:[2]
  - 2018